# Серапис
Серапис е елино-египетски бог, чийто култ е създаден от елинистическата династия на Птолемеите в Египет. Култът му е синкретичен, обединил елементи от култовете на Озирис и Апис. Почитан е основно в Мемфис, като бог на подземния свят, плодородието, лечител и спасител. Култът към това божество е въведен от египетския владетел с елино-македонски произход, Птолемей I, който е и основател и на династията на Птолемеите.
- Елино-египетският бог Серапис и неговите атрибути.
- Лампа с лика на Серапис, на фона на сърповидна луна и звезда. Произведена в Ефес в периода 100 – 150 г. пр. Хр. Казва се, че била намерена в Египет.